# Puits initiatique du palais de la Regaleira

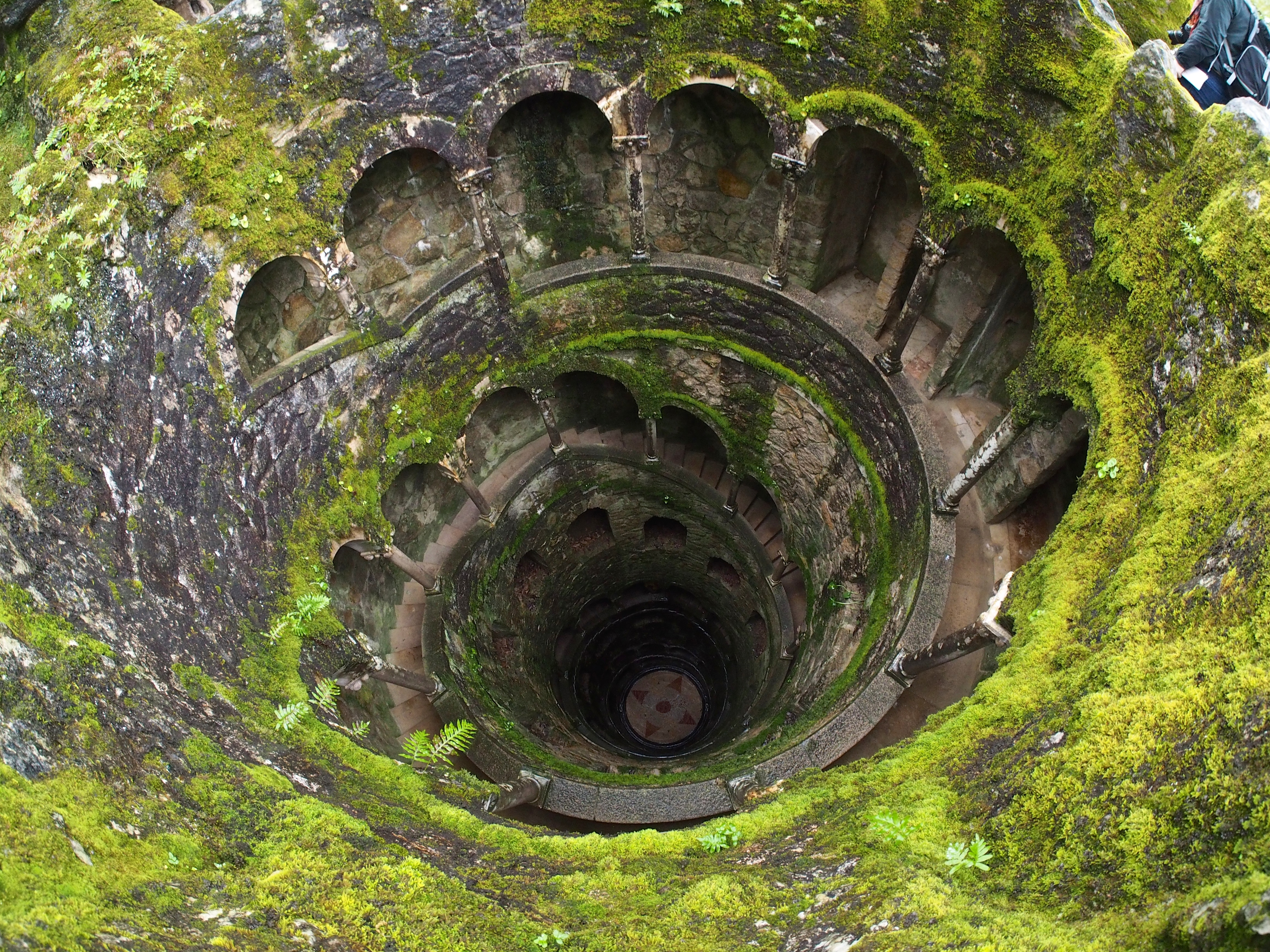
Le puits initiatique, vu du haut.

Le Puits initiatique du palais de la Regaleira (en portugais : poço iniciático) est une fabrique de jardin du palais de la Regaleira de Sintra (Portugal) qui « conduit » symboliquement l'initié des ténèbres vers la lumière en passant par plusieurs « paliers ».

## Aspect et symbolique du puits de la Regaleira

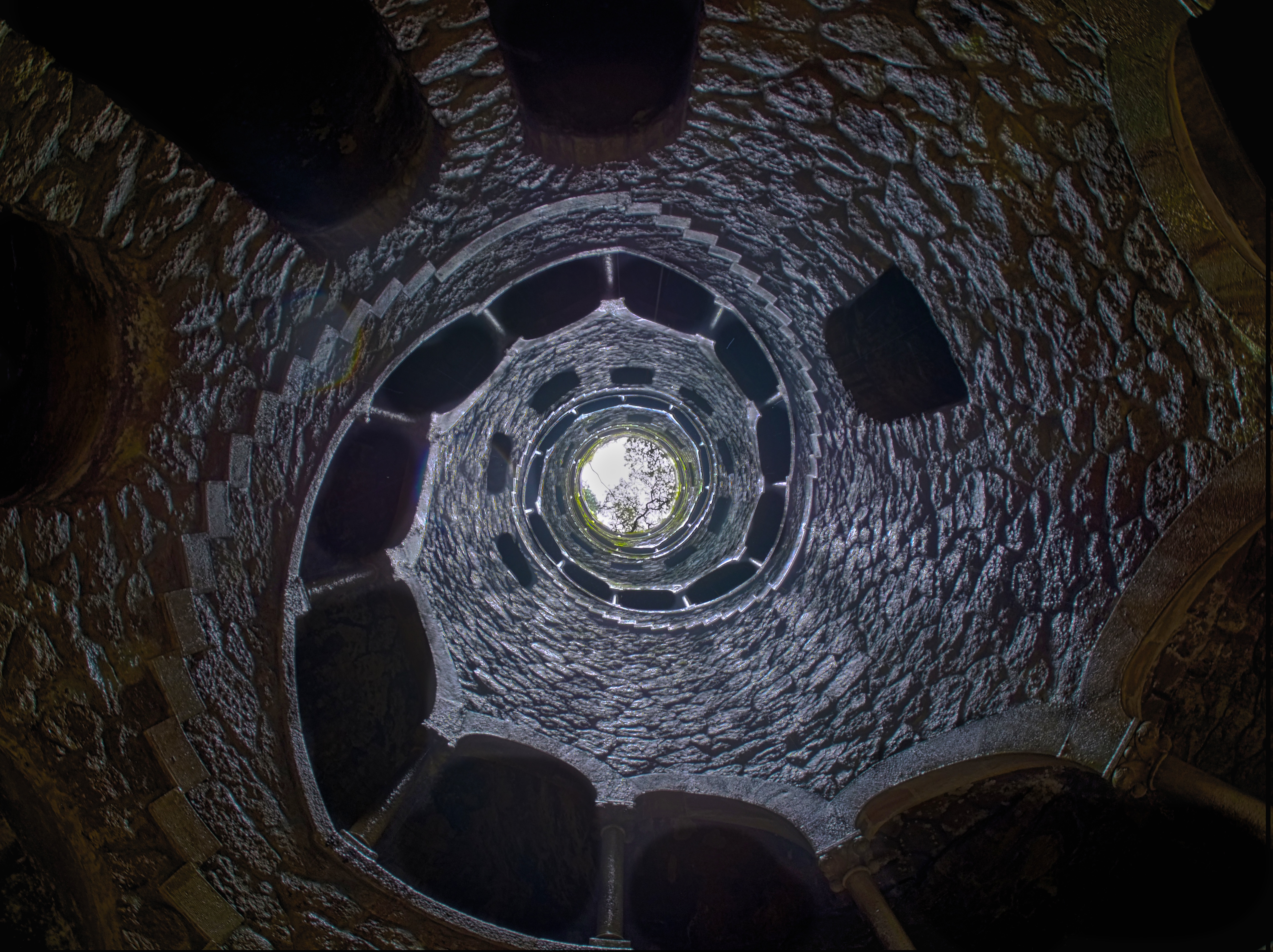
L'escalier, avec ses colonnes.

Ce puits initiatique a l'aspect d'une tour inversée de 27 mètres de haut qui s'enfonce dans la terre. En effet, la terre est le symbole de l'utérus maternel, en même temps que le lieu de la sépulture, où chacun retournera. 
Le puits comporte un escalier en spirale, soutenu par des colonnes aux chapiteaux sculptés. Ses neuf paliers pourraient être une évocation des neuf cercles, de l'Enfer, du Paradis et du Purgatoire, de la Divine Comédie de Dante. Au fond du puits se trouve encastrée une rose des vents de marbre à huit pointes, disposée sur une croix des Templiers.
En bas du puits, il faut cheminer à travers un labyrinthe de grottes humides où l'on est contraint de progresser en se penchant.

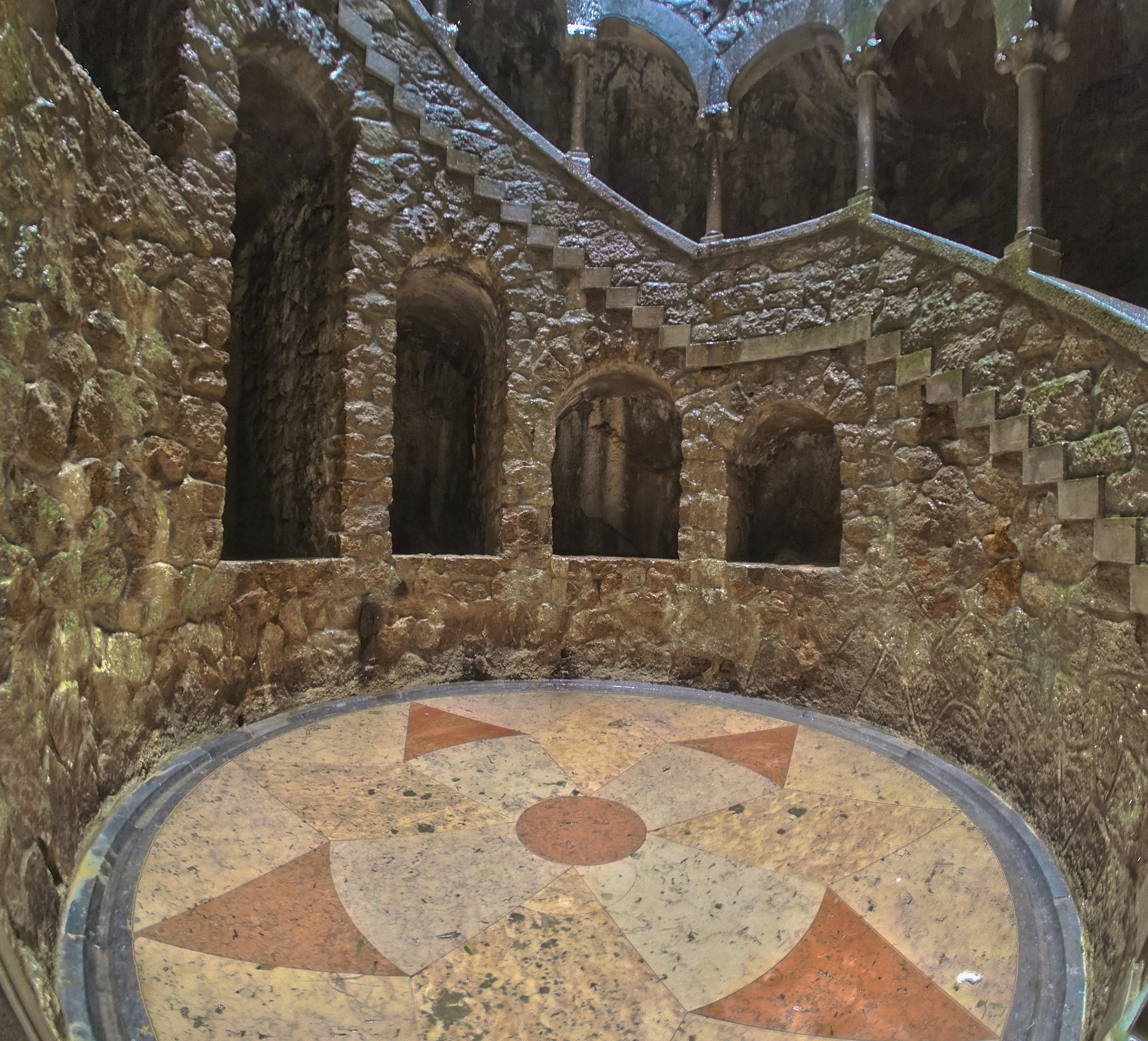
Fond du puits.